# Wapato (Washington)
Wapato es una ciudad ubicada en el condado de Yakima en el estado estadounidense de Washington. En el año 2000 tenía una población de 4.582 habitantes y una densidad poblacional de 1.824,4 personas por km².

## Geografía
Wapato se encuentra ubicada en las coordenadas 46°26′44″N 120°25′19″O / 46.44556, -120.42194.

## Demografía
Según la Oficina del Censo en 2000 los ingresos medios por hogar en la localidad eran de $25.804, y los ingresos medios por familia eran $26.378. Los hombres tenían unos ingresos medios de $18.333 frente a los $19.375 para las mujeres. La renta per cápita para la localidad era de $9.451. Alrededor del 34,3% de la población estaban por debajo del umbral de pobreza.